# Jannis Maus
Jannis Maus (* 10. Juni 1996 in Oldenburg (Oldb)) ist ein deutscher Kitesurfer.

## Leben
Jannis Maus lebt in Oldenburg und machte 2014 am Herbartgymnasium sein Abitur. Anschließend studierte er an der Carl von Ossietzky Universität Chemie und machte seinen Master in Erneuerbare Energien. Er startet für den Verein Cuxkiters.
In seiner Jugend probierte Maus verschiedene Sportarten aus, darunter Kickboxen, Tennis, Judo, Wasserski, Skifahren, Snowboarden, Squash und Badminton, bis er mit 13 Jahren an seinem ersten Kitesurf-Wettkampf teilnahm.
Für die Olympischen Spiele 2024 qualifizierte sich Maus in der Disziplin Formula Kite. Dort belegte er den 5. Platz.

## Erfolge
- 2012: Vizeweltmeister (U18)
- 2015: Weltmeister (Tubekite-Division)
- 2012–2021: 5 × Deutscher Meister
- 2021: 14. Platz Weltmeisterschaft
- 2021: 10. Platz Europameisterschaft
- 2022: 16. Platz Weltmeisterschaft
- 2022: 13. Platz Semaine Olympique Fancaise
- 2023: 18. Platz Allianz Sailing World Championships
- 2023: 10. Platz French Olympic Week
- 2023: 20. Platz Trofeo Princesa Sofía
- 2024: 5. Platz Weltmeisterschaft
- 2024: 5. Platz Olympische Sommerspiele (Paris)